# يان هندرسون (سياسي)
يان هندرسون (بالإنجليزية: Ian Henderson)‏ هو سياسي أسترالي، ولد في 24 أكتوبر 1940 في بريزبان في أستراليا. حزبياً، نشط في الحزب الوطني الأسترالي في كوينزلاند ‏. وقد انتخب عضو المجلس التشريعي ولاية كوينزلاند.